# Zuid-Afrika op de Olympische Zomerspelen 1956
Zuid-Afrika nam deel aan de Olympische Zomerspelen 1956 in Melbourne, Australië. Voor het eerst sinds 1936 werd geen goud gewonnen.

## Medailles

### 3Brons
- Daniel Bekker — Boksen, mannen zwaargewicht
- Henry Loubscher — Boksen, mannen halfweltergewicht
- Alfred Swift — Wielersport, mannen 1.000m tijdrit
- Moira Abernethy, Jeanette Myburgh, Nathalie Myburgh en Susan Roberts — Zwemmen, vrouwen 4x100m vrije stijl estafette

## Resultaten en deelnemers per onderdeel

### Atletiek
Mannen 110m horden
- Mechiel Burger
  - Heat — 14,4s
  - Halve finale — 15,0s (→ ging niet verder)

Mannen marathon
- Mercer Davis — 2:39.48 (→ 14e plaats)
- Jan Barnard — niet gefinisht (→ niet geklasseerd)

### Wielersport
Mannen 1.000m scratch sprint
- Thomas Shardelow — 8e plaats

Mannen 1.000m tijdrit
- Alfred Swift — 1:11.6 (→  Brons)

Mannen 2.000m tandem
- Raymond Robinson
Thomas Shardelow — 7e plaats

Mannen 4.000m ploegenachtervolging
- Alfred Swift
Anne Jan Hettema
Charles Jonker
Robert Fowler — 4:39.4 (→ 4e plaats)

Mannen individuele wegwedstrijd
- Alfred Swift — niet gefinisht (→ niet geklasseerd)
- Robert Fowler — niet gefinisht (→ niet geklasseerd)
- Anne Jan Hettema — niet gefinisht (→ niet geklasseerd)
- Charles Jonker — niet gefinisht (→ niet geklasseerd)

Afghanistan · Argentinië · Australië · Bahama's · België · Bermuda · Birma · Brazilië · Brits-Guiana · Bulgarije · Cambodja* · Canada · Ceylon · Chili · Colombia · Cuba · Denemarken · Duits eenheidsteam · Egypte* · Ethiopië · Fiji · Filipijnen · Finland · Frankrijk · Griekenland · Groot-Brittannië · Hongarije · Hongkong · Ierland · IJsland · India · Indonesië · Iran · Israël · Italië · Jamaica · Japan · Joegoslavië · Kenia · Liberia · Luxemburg · Malakka · Mexico · Nederland* · Nieuw-Zeeland · Nigeria · Noord-Borneo · Noorwegen · Oeganda · Oostenrijk · Pakistan · Peru · Polen · Portugal · Puerto Rico · Roemenië · Singapore · Sovjet-Unie · Spanje* · Taiwan · Thailand · Trinidad en Tobago · Tsjecho-Slowakije · Turkije · Uruguay · Venezuela · Verenigde Staten · Vietnam · Zuid-Afrika · Zuid-Korea · Zweden · Zwitserland*

*alleen deelgenomen in Stockholm